# Cayambe (vulcano)
Il Cayambe (5.790 m s.l.m.) è un vulcano dell'Ecuador situato nella Cordillera Central, sottogruppo delle Ande. Si trova nella provincia di Pichincha a circa 70 km a nord-est di Quito. È la terza montagna per ordine di altezza dell'Ecuador.
Sotto il versante occidentale del vulcano si trova la città di Cayambe.
Poco a sud della cima del Cayambe si trova il punto in cui l’equatore raggiunge la sua massima altitudine, quasi 4700 metri. Inoltre il ghiacciaio del Cayambe è l’unico ghiacciaio al mondo attraversato dall’equatore.